# Abbotsford Heat
Abbotsford Heat – kanadyjski klub hokejowy z siedzibą w Abbotsford w prowincji Kolumbia Brytyjska.
Pod względem formalnym licencji, w przeszłości klub działał jako Utica Devils (1987–1993), Saint John Flames (1993–2003), Omaha Ak-Sar-Ben Knights, (2005-2007), Quad City Flames (2007-2009). W nowym mieście i pod obecną nazwą Abbotsford Heat funkcjonował od 2009. W kwietniu 2014 roku w związku ze złą sytuacją finansową oraz małym zainteresowaniem ze strony miejscowej publiczności miasto rozwiązało umowę z Heat, a zespół został przeniesiony do Glens Falls w USA zmieniając nazwę na Adirondack Flames.
29 stycznia 2015 AHL poinformowało, że zespół zostanie przeniesiony do Stockton, Kalifornia. Klub funkcjonuje obecnie jako Stockton Heat.